# ناحیه تاریخی رم
ناحیهٔ تاریخی رم بخشی از شهر رم است که توسط سازمان یونسکو در سال ۱۹۸۰ به عنوان میراث جهانی برگزیده شد. مساحت آن ۱۹۹۱ کیلومتر مربع است که شامل ۲۲ ریونی است و ۱۸۶۸۰۲ نفر جمعیت دارد. ۲۵۰۰۰ محوطه و مکان باستانی مهم وجود دارد.